# Universidad Autónoma del Beni
La Universidad Autónoma del Beni (UAB), cuyo nombre completo es Universidad Autónoma del Beni José Ballivián, es una universidad pública boliviana ubicada en el departamento del Beni. Su sede principal se encuentra en el municipio de Trinidad y, asimismo, la universidad tiene presencia en los municipios de Riberalta, Guayaramerín, San Borja y Casarabe.

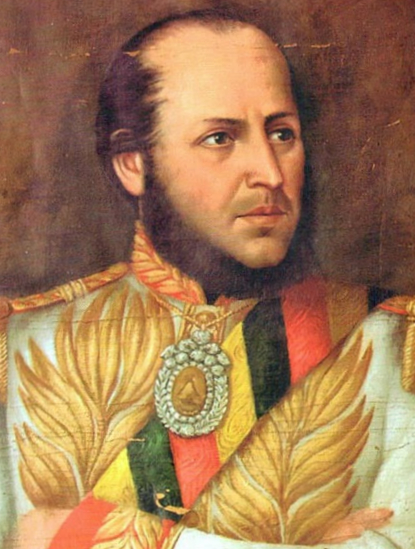
Retrato de José Ballivián. La Universidad Autónoma del Beni recibió su nombre en su honor.

## Fundación
Esta universidad fue fundada el 18 de noviembre de 1967 durante el gobierno de René Barrientos Ortuño mediante la Ley 352. Se fundó como Universidad Técnica del Beni Mariscal José Ballivián y en 2005 cambió su nombre a Universidad Autónoma del Beni José Ballivián. Tomó el nombre del expresidente José Ballivián, quien creó el departamento del Beni. La universidad forma parte del Sistema Nacional de Universidades de Bolivia. La primera carrera que estableció fue Ingeniería Zootécnica, con 52 estudiantes, y las clases comenzaron el 3 de marzo de 1969.

## Presupuesto
La Universidad Autónoma del Beni José Ballivián demandó en 2024 al Gobierno central un presupuesto extraordinario de 36 millones de bolivianos debido a la disminución de recursos de coparticipación tributaria y del Impuesto Directo a los Hidrocarburos (IDH). En 2017, los docentes de la universidad realizaron un paro por el incumplimiento en el pago de sus salarios. En ese entonces, un docente antiguo ganaba Bs. 11.000, mientras que uno nuevo percibía Bs. 4500.